# ثيودور روزفلت
ثيودور روزفلت الابن (بالإنجليزية: Theodore Roosevelt) (27 أكتوبر 1858 - 6 يناير 1919) هو سياسي ومؤلف ومستكشف وجندي وعالم طبيعة ومصلح أمريكي شغل منصب الرئيس السادس والعشرين للولايات المتحدة الأمريكية من عام 1901 إلى 1909. كان قياديا في الحزب الجمهوري خلال هذا الوقت، وأصبح قوة دافعة للعصر التقدمي في الولايات المتحدة في أوائل القرن العشرين. اشتهر ثيودور باسم «تيدي» رغم أنه نفسه كان يكره هذا الاسم بشدة، أما اسم عائلته فينطق «روزافيلت» كما قال ثيودور بنفسه. 
كان روزفلت طفلًا مريضًا مصابًا بالربو الموهن ولكنه تغلب جزئيًا على مشاكله الصحية من خلال اتباع أسلوب الحياة الشاقة. دمج شخصيته المرحة مع مجموعة واسعة من الاهتمامات والإنجازات في شخصية «راعي البقر» التي تميزت بالذكورة القوية. تلقى تعليمه في المنزل وبدأ بمناصرة الدعوة لحفظ الطبيعية واستمر بها طوال حياته، وذلك قبل الالتحاق بجامعة هارفارد. منحه كتابه بعنوان الحرب البحرية عام 1812 سمعة مؤرخ متعلم وكاتب مشهور. عند دخوله السياسة، أصبح قائد فصيل الإصلاح للجمهوريين في الهيئة التشريعية لولاية نيويورك. ماتت زوجته ووالدته في نفس الليلة وكان منهارًا نفسيًا. تعافى من خلال شراء مزرعة لتربية الماشية في داكوتا والعمل فيها. شغل منصب مساعد وزير البحرية في عهد الرئيس ويليام ماكينلي، وساعد في التخطيط للحرب البحرية التي نجحت نجاحًا ساحقًا ضد إسبانيا في عام 1898. استقال كي يساعد في تشكيل خيالة الفرسان القساة وترأسها، وهي وحدة قاتلت الجيش الإسباني في كوبا بانتشار واسع. عاد بطلًا من الحرب، وانتُخب حاكما لنيويورك في عام 1898. مقتت قيادة حزب ولاية نيويورك أجندته الطموحة وأقنعت ماكينلي بجعل روزفلت نائبًا له في انتخابات عام 1900. أطلق روزفلت حملته بقوة، وحققت حملة ماكينلي-روزفلت انتصارًا ساحقًا بناء على برنامج النصر والسلام والازدهار.
تولى روزفلت الرئاسة عن عمر ناهز 42 عامًا بعد اغتيال ماكينلي في سبتمبر 1901. يعد أصغر شخص يتولى رئاسة الولايات المتحدة. كان روزفلت قائدًا للحركة التقدمية ودعم برنامجه المسمى «الصفقة العادلة» في سياساته المحلية، ووعد بإنصاف المواطن العادي، والقضاء على الاتحادات الاحتكارية وتنظيم السكك الحديدية، وتنقية الغذاء والدواء. أعطى الأولوية لحفظ الطبيعة وأقام المتنزهات الوطنية والغابات والمعالم الأثرية التي تهدف إلى الحفاظ على الموارد الطبيعية للأمة. من ناحية السياسة الخارجية، صب جل تركيزه على أمريكا الوسطى حيث بدأ بناء قناة بنما. زاد حجم القوات البحرية وأرسل الأسطول الأبيض العظيم في جولة حول العالم للتفاخر بالقوة البحرية الأمريكية. فازت أعماله الناجحة للتوسط في إنهاء الحرب الروسية اليابانية بجائزة نوبل للسلام عام 1906. انتُخب روزفلت لفترة ولاية كاملة في عام 1904، واستمر في دعم السياسات التقدمية. جهز روزفلت صديقه المقرب ويليام هوارد تافت ليكون خلفًا له في الانتخابات الرئاسية عام 1908.
أُصيب روزفلت بالإحباط بسبب نوع التوجه المحافظ لدى تافت وحاول متأخرًا الفوز بترشيح الحزب الجمهوري للرئاسة عام 1912. لم ينجح في الانتخابات وابتعد عن الحزب الجمهوري وأسس الحزب التقدمي. خاض الانتخابات الرئاسية عام 1912، وسمح الانقسام للمرشح الديمقراطي وودرو ويلسون بالفوز في الانتخابات. بعد الهزيمة، قاد روزفلت رحلة استكشافية لمدة عامين إلى حوض الأمازون حيث كاد أن يفارق الحياة بسبب أمراض المناطق المدارية. أثناء الحرب العالمية الأولى، انتقد ويلسون لإبعاده البلاد عن الحرب، ورُفض عرضه لقيادة المتطوعين إلى فرنسا. فكر في الترشح للرئاسة مرة أخرى في عام 1920، لكن حالته الصحية استمرت في التدهور. توفي في عام 1919. يُصنف روزفلت عمومًا في استطلاعات الرأي التي أجريت على المؤرخين وعلماء السياسة واحدًا من أفضل خمسة رؤساء.

## حياته
كان ثيودور طفلا مريضا وعانى من الربو، ولكنه تغلب على مشاكله الصحية بأن تبنى نمط حياة شاق. حيث جمع شخصيته الحماسية، واهتماماته الواسعة، وإنجازاته العالمية الشهيرة في شخصية «راعي البقر» التي تميزت بالرجولة والصلابة. تعلم ثيودور في المنزل وكان هاويا للعلوم الطبيعية حتى قبل دخوله كلية هارفارد. وألف أول كتبه العديدة في عام 1882، وكان بعنوان الحرب البحرية في عام 1812، والذي أشهره كمؤرخ مثقف وكاتب شعبي. دخل روزفلت السياسة وأصبح زعيم حركة الإصلاح بين الجمهوريين في المجلس التشريعي لولاية نيويورك. ابتعد عن السياسة لفترة بعد وفاة زوجته وأمه، وقرر الرحيل إلى براري الغرب الأميركي حيث أدار مزرعة للماشية في داكوتا، قبل أن يعود للشرق وبترشح دون نجاح لمنصب عمدة مدينة نيويورك في عام 1886. شغل منصب مساعد وزير البحرية تحت إدارة ويليام ماكينلي، وقدم استقالته بعد عام واحد ليخدم مع فرقة راف رايدرز، حيث نال شهرة وطنية لشجاعته في الحرب الإسبانية الأمريكية. عاد بعدها كبطل حرب وانتخب حاكما على ولاية نيويورك في عام 1898. لم يثق قادة الحزب به، فقاموا بنقله إلى مركز مرموق لكنه ضعيف، وهو نائب الرئيس مع زميله مكينلي في انتخابات عام 1900. قاد روزفلت الحملة الرئاسية بقوة في كل أنحاء البلاد، ما ساعد إعادة انتخاب ماكينلي الذي حقق نصرا ساحقا على أساس برامج السلام والازدهار والمحافظة.
تم اغتيال الرئيس ماكينلي في سبتمبر 1901، وخلفه روزفلت إلى المنصب وهو بعمر 42 عاما، ليصبح أصغر رئيس للبلاد في تاريخها. وقاد الحزب والبلاد في الحقبة التقدمية، ودافع عن سياسته المحلية التي سميت «الاتفاق العادل»، واعدا بإنصاف المواطن العادي، وسحب الديون، وتنظيم سكك الحديد والغذاء النقي والعقاقير. كما جعل الحفاظ على الطبيعة من رأس أولوياته، وأنشأ عددا كبيرا من الحدائق الوطنية الجديدة والغابات والآثار بهدف الحفاظ على الموارد الطبيعية للبلاد. ركز روزفلت في سياسته الخارجية على أمريكا الوسطى، حيث بدأ بناء قناة بنما. وقام بتوسعة القوات البحرية للولايات المتحدة، وأرسل الأسطول الأبيض العظيم في جولة حول العالم لإبراز القوة البحرية للولايات المتحدة في جميع أنحاء العالم. كما نجح في إنهاء الحرب الروسية اليابانية، فأكسبته جهوده جائزة نوبل للسلام عام 1906.
انتخب روزفلت في عام 1904 لفترة رئاسية كاملة، وواصل تعزيز السياسات التقدمية، ولكن الكونغرس وقف حجر عثرة أمام الكثير من جهوده وبالأخص أجندته التشريعية. نجح روزفلت بإعداد صديقه المقرب، ويليام هوارد تافت، ليخلفه في الرئاسة. ذهب روزفلت بعد نهاية ولايته في رحلات سفاري في أفريقيا وقام بجولة في أوروبا. عاد بعدها إلى الولايات المتحدة، لكنه لم يستحسن نهج تافت في الرئاسة. حاول الترشح عن الحزب الجمهوري في انتخابات الرئاسة في عام 1912 ولم ينجح. أسس روزفلت حزبه التقدمي ونادى بإجراء إصلاحات تقدمية واسعة النطاق. أدى الانقسام بين الجمهوريين لتمكين الديمقراطيين من الفوز بالرئاسة وأغلبية الكونغرس في عام 1912. ظل الفريق الجمهوري الذي تحالف مع تافت مسيطرا على الحزب الجمهوري لعقود تالية.

ثيودور روزفلت في سن 11

أصيب روزفلت بالإحباط في الوطن، فقرر أن يقود رحلة مدتها عامان في حوض الأمازون، وكاد يموت بسبب الأمراض الاستوائية. وخلال الحرب العالمية الأولى، عارض الرئيس وودرو ويلسون الذي أراد إبقاء الولايات المتحدة خارج الحرب ضد ألمانيا، وقدم روزفلت خدماته العسكرية للجيش، ولكن لم يتم استدعاؤه. خطط روزفلت للترشح مرة أخرى للرئاسة في عام 1920، إلا أنه عانى من تدهور حالته الصحية، وتوفي في أوائل عام 1919. كثيرا ما يعتبره المؤرخون والباحثون أحد أعظم رؤساء الولايات المتحدة. حيث أعجب به المؤرخون لاجتثاثه الفساد في إدارته، ولكنهم انتقدوه بسبب دعاوى التشهير التي رفعها عام 1909 ضد جريدتي العالم والأخبار. تم نحت وجهه على جبل راشمور إلى جانب وجوه جورج واشنطن وتوماس جيفرسون وأبراهام لينكون.

## زيارته لمصر والشرق الأوسط

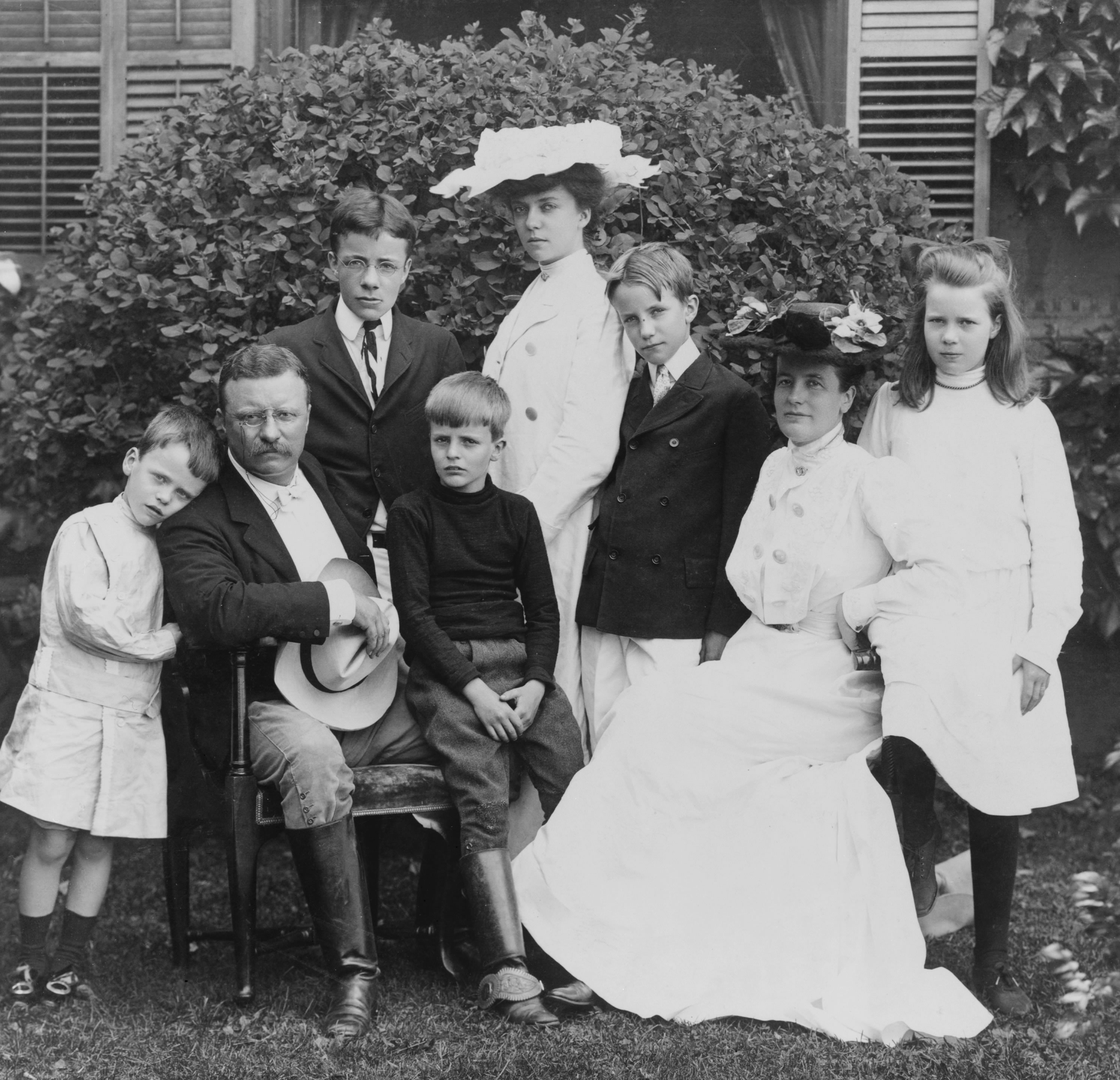
روزفلت وعائلته سنة 1903

زار روزفلت مصر مرتين، الأولي كصبي برفقة ذويه عام 1872، والثانية عام 1909 مباشرة في أعقاب انتهاء مدة رئاسته الثانية.

### الزيارة الأولى
زار مع عائلته مصر وفلسطين في شتاء 1872 - 1873، وقد تسلق قمم الأهرامات الثلاثة.

### الزيارة الثانية لمصر في مايو 1909
وقد أتت الزيارة في أعقاب جولة صيد في أفريقيا (استغرقت شهرين) وقبل الذهاب إلى أوروبا. وقد ألقى خطابًا في نادي الضباط المصريين. ولما أتت زيارته في أعقاب اغتيال بطرس غالي، فقد حمل في خطابه على التطرف الديني الذي اتهمه بأنه السبب وراء الاغتيال.
لم يكن على عداء مع جي بي مرجان بل مؤسسة جي بي مرجان هي التي أوصلت ثيودور روزفلت إلى الحكم من خلال الإنفاق ببذخ على حملته الانتخابية، وانظر صفحة جي بي مورجان في ويكي.

## تربية المواشي في داكوتا

روزفلت يتأهب للصيد سنة 1885م

زار روزفلت منطقة داكوتا في عام 1883 لغرض صيد حيوان البيسون. بسبب شغفه لأسلوب الحياة الغربي ومع ازدهار تجارة الماشية, أستثمر روزفلت فيها 14.000$ (ما يعادل 390.000$ في 2023) أملاً في أن يصبح مربي مواشي ميسور الحال. لعدة سنوات، كان روزفلت يتنقل بشكل منتظم بين منزله في نيويورك ومزرعته في داكوتا.
عقب الأنتخابات الرئاسية لسنة 1884، بنى روزفلت مزرعة إيلكهورن التي تقبع على بعد 56كلم شمالاً من مدينة ميدورا في داكوتا الشمالية. تعلم روزفلت ركوب الخيل على الطريقة الغربية، واستعمال الحبل، والصيد على ضفاف رافد ليتل ميسوري. قال أن راعي البقر يمتلك "بعض الأخلاقيات الرديئة والضعفية التي يُعجب بها مدعوا الخير؛ ولكنه يمتلك الى حد كبير، الصرامة، والسمات الرجولية التي لا تقدر بثمن للأمة". كتب عن الحياة على الحدود في المجلات الوطنية وألف كتب مثل: "رحلات صيد لمزارع"، "حياة المزرعة وطريق الصيد" و"صياد البرية"
قاد روزفلت جهود تنظيم المزارعين لمعالجة مشاكل الرعي المفرط للأراضي وغيرها من المخاوف المشتركة، والذي نتج عنها أنشاء "جمعية الرعاة في ليتل ميسوري". أسس نادي "بون و كروكيت" (بالإنجليزية: Boone and Crockett) والذي كان هدفه الرئيسي الحفاظ على الحيوانات كبيرة الحجم وبيئتها. في سنة 1886 خدم روزفلت كنائب مأمور في مقاطعة بيلينغز داكوتا الشمالية.
قضى شتاء قاسيًا ما بين 1886-1887 على قطيع مواشيه بالكامل وخسر نصف استثماره البالغ 80.000$ (ما يعادل 2.38 مليون دولار في 2023). أنهى مسيرته كمزارع وعاد إلى نيويورك، ولكنه استطاع أن ينجوا من وصمة "المثقف الغير منتج أو مفيد".

## وصلات خارجية
- ثيودور روزفلت على موقع أوليمبيديا (الإنجليزية)
- ثيودور روزفلت على موقع IMDb (الإنجليزية)
- ثيودور روزفلت على موقع الموسوعة البريطانية (الإنجليزية)
- ثيودور روزفلت على موقع ميوزك برينز (الإنجليزية)
- ثيودور روزفلت على موقع إن إن دي بي (الإنجليزية)
- ثيودور روزفلت على موقع ديسكوغز (الإنجليزية)
- ثيودور روزفلت على موقع قاعدة بيانات الفيلم (الإنجليزية)

الموقع الرسمي
- White House biography نسخة محفوظة 14 ديسمبر 2017 على موقع واي باك مشين.

منظمات
- Theodore Roosevelt Association